# 24 Ursae Minoris
24 Ursae Minoris är en vit stjärna i stjärnbilden Lilla björnen. Stjärnan har visuell magnitud +5,76 och är synlig för blotta ögat vid god seeing.